# کاپاس

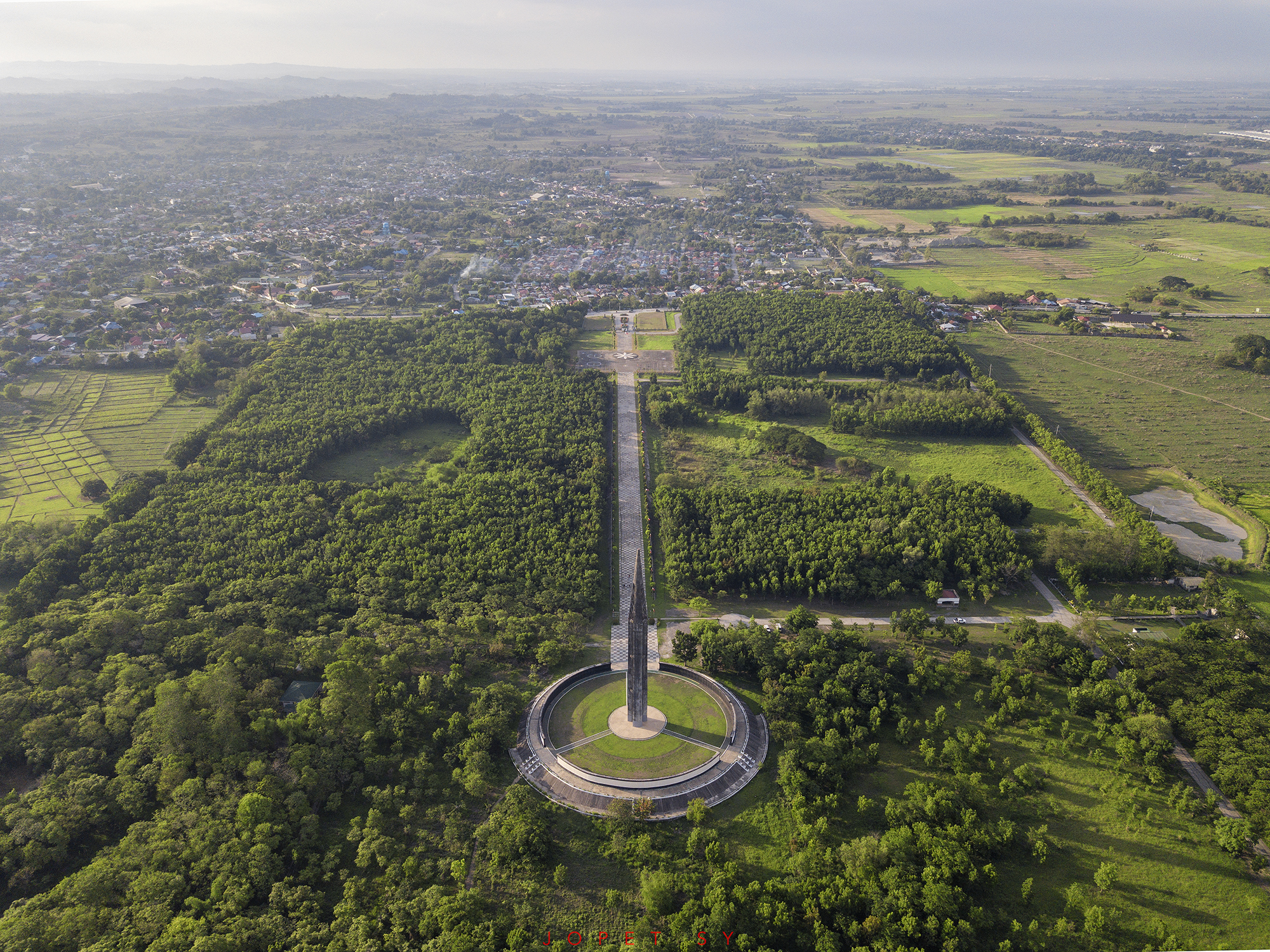
نمایی از کاپاس، یک منطقهٔ مسکونی در تارلاک، فیلیپین - ۲۰۱۸

کاپاس (به لاتین: Capas) یک منطقهٔ مسکونی در فیلیپین است که در تارلاک واقع شده‌است.